# فرار دزدها
فرار دزدها (انگلیسی: The thief has escaped) (به هندی: Chor Nikal Ke Bhaga) فیلم هندی با موضوع سرقت دلهره‌آور هندی-زبان، محصول سال ۲۰۲۳ است که کارگردانی آن را آجای سینگ برعهده داشت و توسط عمار کاوشیک ساخته شد. نفش‌های اصلی فیلم را یامی گوتام، سانی کاوشال، شاراد کلکار، ایندرانیل سنگوپتا و بارون چاندا بازی کرده‌اند. فیلم در روز ۲۴ مارس ۲۰۲۳، اولین نمایش خود را از طریق پلت‌فرم نتفلیکس در دسترس مخاطبان قرار داد.